# ألانا بويد
ألانا بويد (بالإنجليزية: Alana Boyd) هي منافسة ألعاب القوى أسترالية، ولدت في 10 مايو 1984 في ملبورن في أستراليا.

## وصلات خارجية
- ألانا بويد على موقع الاتحاد الدولي لألعاب القوى (الإنجليزية)
- ألانا بويد على موقع النتائج التاريخية لألعاب القوى الأسترالية (الإنجليزية)
- ألانا بويد على موقع الدوري الماسي (الإنجليزية)
- ألانا بويد على موقع اللجنة الأولمبية الدولية (الإنجليزية)
- ألانا بويد على موقع أوليمبيديا (الإنجليزية)
- ألانا بويد على موقع اللجنة الأولمبية الأسترالية (الإنجليزية)
- ألانا بويد على موقع اتحاد ألعاب الكومنولث (مؤرشف) (الإنجليزية)
- ألانا بويد على موقع اتحاد ألعاب الكومنولث (مؤرشف) (الإنجليزية)